# Cleptocracia
| >80 70–79 60–69 50–59 | 40–49 30–39 20–29 10–19 | <10 Desconocido |

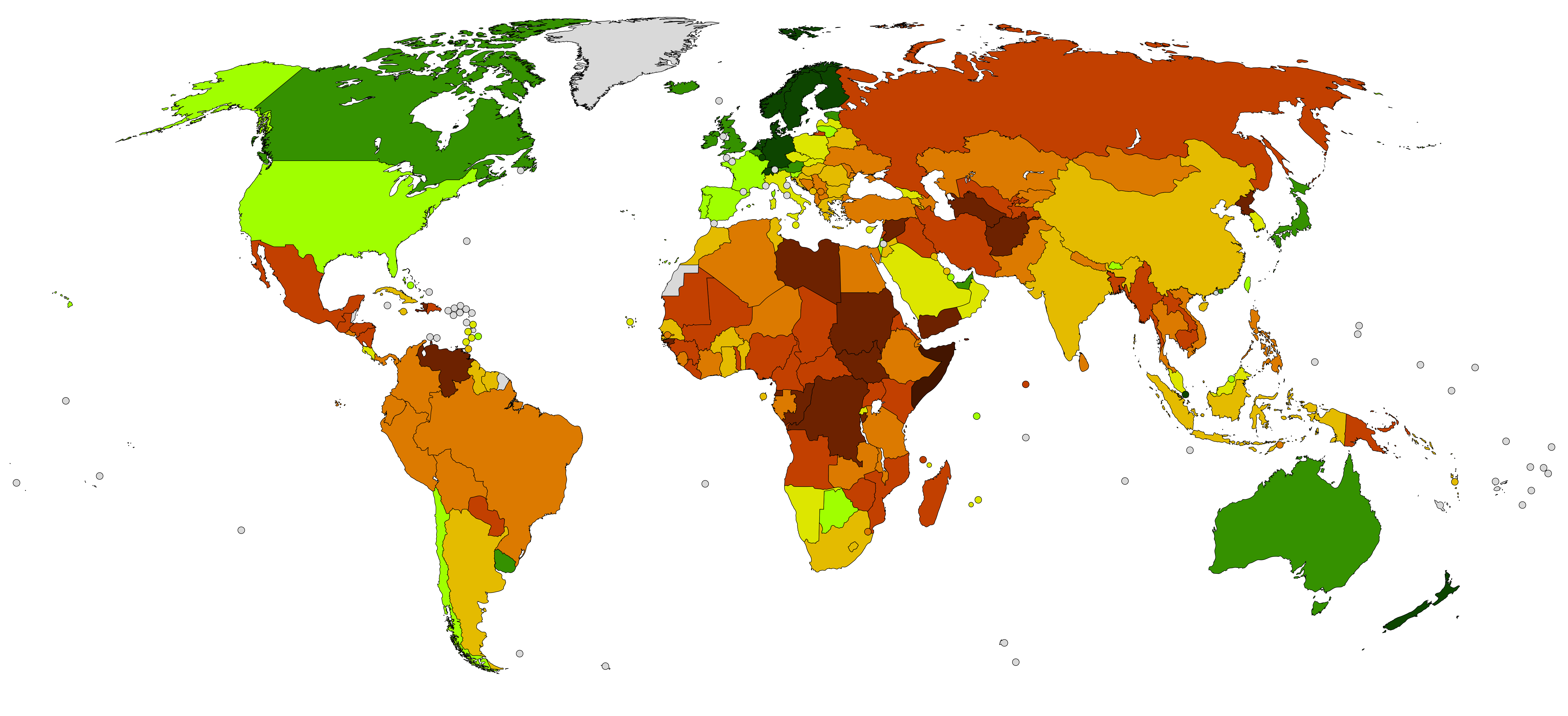
Mapa de índices de percepción de la corrupción en 2019
(100 equivale a la menor percepción de corrupción y 0 a la mayor)

Cleptocracia (del griego clepto, 'robo'; y cracia, 'poder' = dominio de los ladrones) es el establecimiento y desarrollo del poder basado en el robo de capital, institucionalizando la corrupción y sus derivados como el nepotismo, el clientelismo político y/o el peculado, de forma que estas acciones delictivas quedan impunes debido a que todos los sectores del poder están corruptos, desde la justicia, funcionarios de la ley y todo el sistema político y económico.
Es un término de reciente acuñación, y se suele usar despectivamente para decir que un gobierno es corrupto y ladrón.

## Características
En una cleptocracia, los mecanismos del gobierno del Estado se dedican casi enteramente a gravar los recursos y a la población del país, por medio de impuestos —no retribuibles a ellos— desvíos de fondos, etc. Los dirigentes del sistema amasan grandes fortunas personales, en especial el presidente o el mayor cargo de jefe de Estado, junto a los más allegados como los ministros, gobernadores, alcaldes y asesores personales. El dinero es lavado o se desvía a cuentas bancarias secretas, por lo general en paraísos fiscales, como encubrimiento del peculado o robo.
Las economías de los regímenes cleptocráticos tienden a decaer constantemente, pues la corrupción sistemática engendrada por el gobierno significa que la economía está subordinada a los intereses de los cleptócratas.
Históricamente, el ambiente sociopolítico asociado al sistema colonial —la dominación de países colonizados, en donde sus economías son muy vulnerables al depender por un número pequeño de materias primas— ha sido particularmente proclive a la creación de las últimas cleptocracias: África y América Latina son las regiones más propensas.
Algunos analistas utilizan el término 'cleptocracia' para desacreditar los procesos políticos que permiten que las grandes corporaciones sean influyentes en la política. Ralph Nader llamó a Estados Unidos una cleptocracia, en ese sentido de la palabra, durante la campaña presidencial del año 2000 de ese país. De todas formas, un término más exacto para esta influencia sobre un Estado es la plutocracia.
La naturaleza sigilosa de la corrupción la vuelve difícil de combatir, ya que suele existir muy poca información sobre la identidad de los corruptos. Además, en muchos países en vías de desarrollo, las instituciones que monitorean la corrupción son ellas mismas corruptas, y los medios de comunicación son ineficaces en denunciar dichos actos. 
Escasas evaluaciones se han realizado en los países en desarrollo, recibiendo especial atención dos tipos de intervención anticorrupción: la divulgación pública de información sobre corrupción y las campañas de movilización electoral contra el fraude electoral. Ambas han tenido más éxito en controlar la corrupción cuando hay votos en juego. Por su parte, se debe tomar en cuenta la dinámica del poder local y las percepciones de la población, las cuales influyen en cuan activamente los ciudadanos participen en tales iniciativas. Asimismo, es clave el apoyo gubernamental a las intervenciones, ya que de esto puede depender el éxito de los programas.

## Sistema financiero
Estudios contemporáneos han identificado la cleptocracia del siglo XXI como un sistema financiero global basado en el blanqueo de capitales, que "depende de los servicios de los mayores bancos del mundo y de profesionales financieros expertos". El Fondo Monetario Internacional ha sugerido que podría ser un consenso de estimaciones, que el blanqueo de dinero supuso entre el 2 y el 5 por ciento de la economía mundial en 1998. Los cleptócratas se dedican al blanqueo de dinero para ocultar los orígenes corruptos de su riqueza y salvaguardarla de amenazas internas como la inestabilidad económica y los rivales cleptocráticos depredadores. De este modo, pueden asegurar esta riqueza en activos e inversiones dentro de jurisdicciones más estables, donde puede almacenarse para uso personal, devolverse al país de origen para apoyar las actividades nacionales del cleptócrata, o desplegarse en otros lugares para proteger y proyectar los intereses del régimen en el extranjero.
Los cleptócratas abusan de las libertades de los países occidentales transfiriendo fondos de una cleptocracia a jurisdicciones del occidente para blanquear capitales y dar seguridad a activos. Desde 2011, más de 1 billón de dólares ha salido anualmente de países en desarrollo en salidas financieras ilícitas. Un estudio de 2016 concluyó que se habían desviado 12 billones de dólares de las cleptocracias de Rusia, China y las economías en desarrollo. Los proveedores occidentales de servicios profesionales son aprovechados por los cleptócratas rusos y chinos, explotando las lagunas legales y financieras de Occidente para facilitar el blanqueo transnacional de capitales. El sistema financiero cleptocrático suele constar de cuatro pasos según una opinión.
En primer lugar, los cleptócratas o quienes operan en su nombre crean empresas pantalla anónimas para ocultar el origen y la propiedad de los fondos. Pueden crearse múltiples redes entrelazadas de empresas fantasma anónimas y nombrarse directores nominales para ocultar aún más al cleptócrata como propietario efectivo último de los fondos.
Segundo, los cleptócratas violan las leyes occidentales cuando transfieren fondos ilegalmente al sistema financiero occidental.
Tercero, las transacciones financieras realizadas por el cleptócrata en un país occidental completan la integración de los fondos. Una vez que un cleptócrata ha comprado un activo, éste puede revenderse, lo que proporciona un origen defendible, aunque ilegal, a los fondos. Esto se conoce como blanqueo de dinero y es ilegal en todo el mundo occidental. Las investigaciones han demostrado que la compra de inmuebles de lujo es un método especialmente favorecido, sobre todo por cleptócratas chinos y rusos.
En cuarto lugar, según un tabloide británico, los cleptócratas pueden utilizar sus fondos blanqueados ilegalmente para dedicarse al lavado de reputación, contratando a empresas de relaciones públicas para presentar una imagen pública positiva y a abogadoss para suprimir el escrutinio periodístico de sus conexiones políticas y los orígenes de su riqueza.
En un estudio de 2011 sobre grandes casos de corrupción, el Banco Mundial concluyó que Estados Unidos era la principal víctima de la constitución ilegal de entidades implicadas en tramas de blanqueo de capitales. El Departamento del Tesoro estima que en Estados Unidos se blanquean 300.000 millones de dólares al año en contravención de la legislación estadounidense.
Este sistema financiero cleptocrático florece en Estados Unidos abusando ilegalmente de la estructura económica liberal de Estados Unidos por dos razones.
En primer lugar, Estados Unidos no cuenta con un registro de beneficiarios reales, y los cleptócratas se aprovechan de esta ventaja de privacidad.
En segundo lugar, los cleptócratas se aprovechan de los agentes de incorporación, abogados y agentes inmobiliarios para laudar su dinero sin saberlo.
.

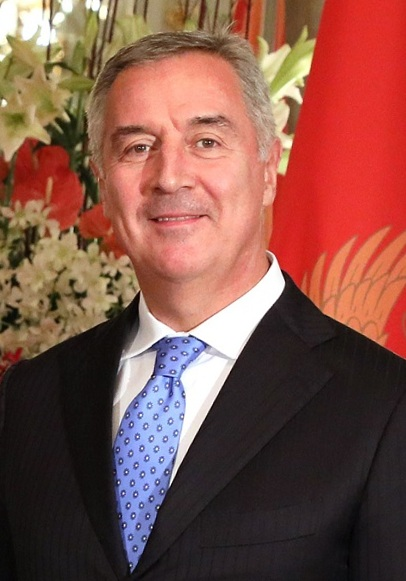
El presidente de Montenegro Milo Đukanović figuraba entre los veinte líderes líderes mundiales más ricos según el periódico sensacionalista británico The Independent en mayo de 2010, que calificaba de "misteriosa" la fuente de su riqueza.

Al 2016, solo se producen unas 1.200 condenas por blanqueo de capitales al año en Estados Unidos y los blanqueadores de capitales se enfrentan a menos de un cinco por ciento de posibilidades de ser condenados. Raymond Baker estima que las fuerzas del orden fallan en el 99,9% de los casos a la hora de detectar el blanqueo de capitales por parte de cleptócratas y otros delincuentes financieros.
Otras jurisdicciones occidentales favorecidas por los cleptócratas son Sudáfrica, el Reino Unido y sus dependencias, especialmente las Islas Vírgenes Británicas, las Islas Caimán, Guernsey y Jersey. Entre las jurisdicciones de la Unión Europea especialmente favorecidas por los cleptócratas se encuentran Chipre, los Países Bajos y su dependencia las Antillas Neerlandesas.

## Cleptócratas

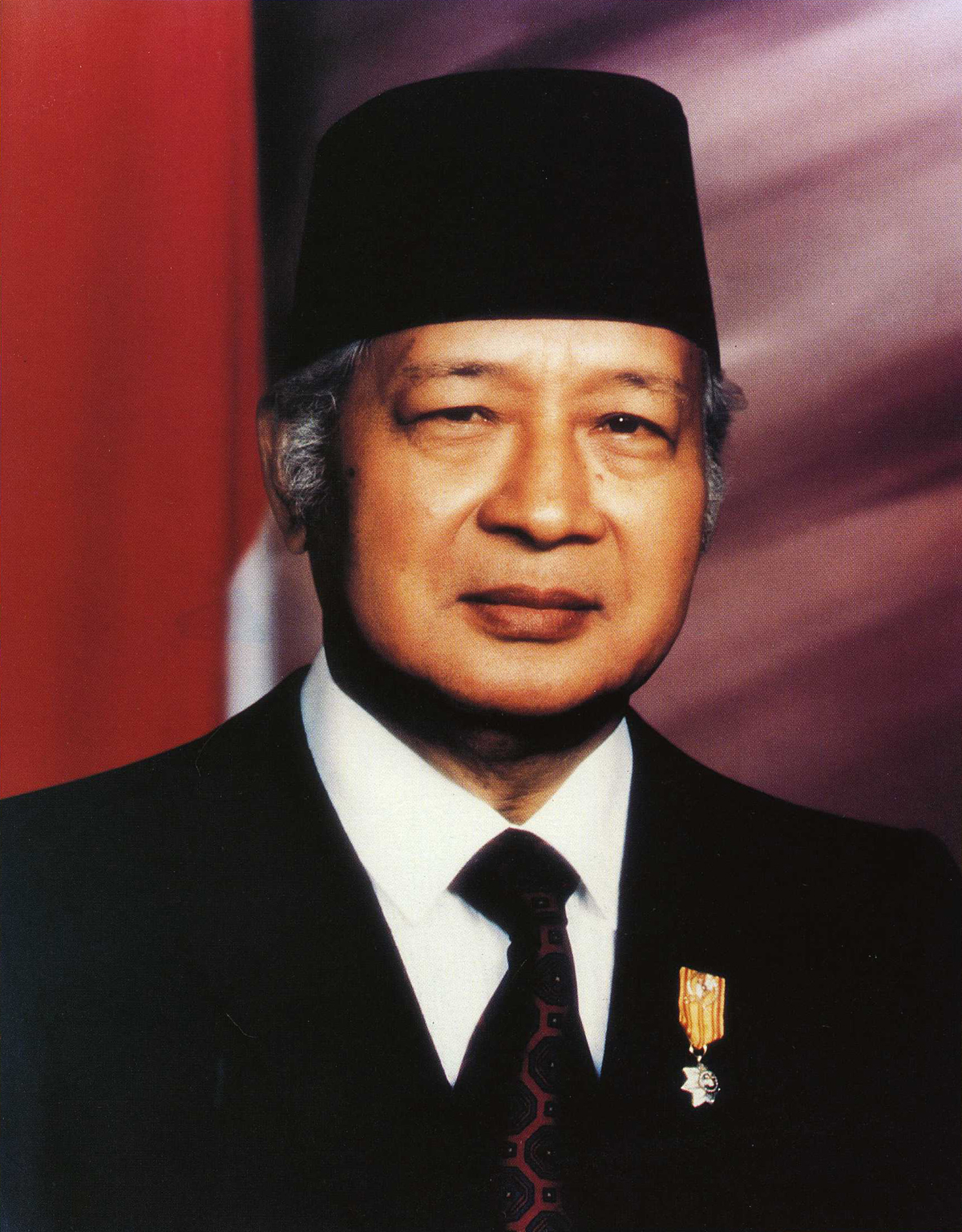
Expresidente indonesio Suharto

### Ranking de Transparencia Internacional
Según un índice realizado retrospectivamente desde 2004 por Transparencia Internacional, los diez mayores líderes cleptócratas internacionales (cantidades expresadas en dólares estadounidenses USD) eran los siguientes:
- Expresidente indonesio Suharto ($ 15.000 millones - $ 35.000 millones entre 1967 y 1998)
- Expresidente filipino Ferdinand Marcos ($ 5.000 millones - $10.000 millones entre 1972 y 1986)
- Expresidente zaireño Mobutu Sese Seko ($ 5.000 millones entre 1965 y 1997)
- Expresidente nigeriano Sani Abacha ($ 2.000 millones - $ 5.000 millones entre 1993 y 1998)
- Expresidente yugoslavo Slobodan Milošević ($ 1.000 millones entre 1989 y 2000)
- Expresidente haitiano Jean-Claude Duvalier ($ 300 millones - $ 800 millones entre 1971 y 1986)
- Expresidente peruano Alberto Fujimori ($ 600 millones entre 1990 y 2000)
- Ex primer ministro ucraniano Pavlo Lazarenko ($ 114 millones - $ 200 millones entre 1996 y 1997)
- Expresidente nicaragüense Arnoldo Alemán ($ 100 millones entre 1997 y 2002)
- Expresidente filipino Joseph Estrada  ($ 78 millones - $ 80 millones entre 1998 y 2001)